# 山本清二郎
山本 清二郎（やまもと せいじろう、1910年7月30日 - 1995年12月12日）は、日本の検察官。最高検察庁次長検事、大阪高等検察庁検事長。

## 来歴・人物
愛知県出身。1933年、中央大学法学部卒業、銀行員を経て、1935年に検事任官。戦後の公職追放によって、塩野季彦らを大御所とする戦前からの主流であった思想検事系列の一掃と共に、東京地検特別捜査部長（1953年11月9日-1955年10月3日）に。東京地検次席検事に田中萬一、主任検事に河井信太郎と主だったポストには中央大学出身者が占めた。その後も河井らと昭和電工事件、造船疑獄、共和製糖事件、日通事件などの主だった政界汚職に従事した。
1961年から東京地検次席検事、1966年東京高検次席検事、1968年最高検刑事部長、1969年広島高検検事長に。1970年には最高検察庁次長検事に就任した。1972年から大阪高検検事長。
退官後の1973年から弁護士に。ロッキード事件では沢雄次全日空専務の弁護を担当した。
1987年から1993年まで中央大学理事長に。85歳没。勲一等瑞宝章（1980年）。